# 오미네정
오미네정(大嶺町)은 일본 야마구치현 미네군에 설치되었던 정이다. 현재의 미네시의 일부에 해당한다.